# Claudio Vertova
Claudio Vertova (Treviglio, 6 luglio 1959) è un ex calciatore italiano, di ruolo difensore.

## Carriera
Difensore fisicamente prestante, dotato di buone capacità sia nel senso di posizione che nel gioco aereo, esordisce in Serie C1 con la Sanremese. Dopo quattro stagioni sale in Serie B grazie al trasferimento all'Empoli, con il quale ottiene la promozione in Serie A.
Mantiene la categoria anche dopo il passaggio all'Atalanta, con la quale debutta anche in Coppa UEFA. Dopo due anni (con complessive 33 partite in Serie A, 10 partite in Coppa Italia e 2 partite in Coppa UEFA) si trasferisce alla Lazio, dove tuttavia trova poco spazio.
Conclude la propria carriera professionistica in Serie C2 con il Lecco, anche se dopo quell'esperienza continua a giocare a livello dilettantistico tra le file della squadra del proprio paese.